# Созиген Александрійський
Созиген ( лат. Sosigenes, грец. Σωσιγένης ὁ Ἀλεξανδρεύς ) — грецький астроном, математик і філософ, що жив у І ст. у м. Александрія елліністичного Єгипту. У 46 році до н.е. був запрошений Юлієм Цезарем до Риму для розробки Юліанського календаря.
Созиген запропонував відмовитися від місячного календаря та використати єгипетський сонячний календар, у якому було 365 днів, з додаванням до нього високосного року. Ця ідея реформувати календар була раніше випробувана у 238 році до н. е. в Єгипті Птолемеєм III Евергетом, проте його послідовники не підтримали нововведення.
Для того, щоб календар відповідав порам року, було додано 67 додаткових днів між листопадом та груднем, поділені на два місяці  (Intercalaris Prior та Intercalaris Posterior). Разом із Mensis Intercalaris 46 рік до н. е. тривав 445 днів. Календар, названий юліанським, набрав чинності з 1 січня 45 року до н. е.
Через помилку додатковий день додавався кожен 3-й рік, а не кожен 4-й, через прийняте в Римі інклюзивне додавання (поточний рік вважався першим, а не нульовим для підрахунку кожного 4-го року). Помилка залишалася непоміченою 36 років, внаслідок чого за цей період було додано 3 зайві дні. За імператора Октавіана Августа помилку виправили, забравши зайві дні.Созиген згадується в «Природничій сторії» Плінія в книзі 18:
… Було три основні школи, Халдейська, Єгипетська та Грецька; до них була додана четверта від нашої країни Цезарем, під час його правління, який за допомогою астронома Созигена (Sosigene perito scientiae eius adhibito) привів роки у відповідність до руху сонця.
Також у другій книзі Плінія зазначено, що Созиген погоджувався з халдейським астрономом Кідінну в тому, що Меркурій ніколи не відхиляється від Сонця більш ніж на 22 градуси.
Філософські праці Созигена, у тому числі коментар на трактат Аристотеля «De Caelo», не збереглися.

## Пам'ять
З 18 століття класицисти додали до імені Созигена, щоб відрізнити його від інших, походження: «Александрійський». Однак жодне стародавнє джерело не називає його так і не вказує, що він був александрійцем. Помилка може бути пов’язана з злиттям двох новин про реформу римського календаря з ініціативи Юлія Цезаря, а саме: вказівка на Аппіана, Діона Кассія і Макробія що реформа ґрунтувалася на «єгипетських вченнях» разом із новинами Плінія про те, що Созиген був одним із експертів, до яких Цезар консультувався щодо адаптації календаря.
Найдавніша згадка про Созигена з Александрії міститься в праці Le Fèvre de Morsan «Des Moeurs et des Usages des Romains», опублікованій у 1739 році.
У 1935 р. Міжнародний астрономічний союз надав ім'я Созигена кратеру на видимому боці Місяця.
Созиген показаний у фільмі «Клеопатра» (1963), проте його роль як вчителя Клеопатри є вигадкою і не відповідає історичним подіям.